# Karl Georg Albrecht Ernst von Hake
Albrecht Georg Ernst Carl von Hake (né le 8 août 1769 au manoir de Flatow et mort le 19 mai 1835 à Castellammare di Stabia près de Naples) est un général d'infanterie prussien et ministre de la Guerre sous Frédéric-Guillaume III.

## Biographie

### Origine
Karl est issu de la famille von Hake (de), qui appartient à la noblesse primitive. Il est le fils de Karl Friedrich von Hake (1729-1799) et de son épouse Johanna Beate Charlotte, née von Fuchs (mort en 1799). Son père est Premierleutnant prussien et propriétaire de manoir sur Cremmen et Flatow.

### Carrière militaire
Merlu devient page du roi Frédéric le Grand en 1780. Le 10 avril 1785, il est employé comme enseigne dans le régiment de la Garde de l'armée prussienne et en avril 1788, il est promu sous-lieutenant. À ce titre, Colin participe aux batailles de Fontoy et de Longwy, au siège de Mayence et à la bataille de Valmy lors de la guerre de la première coalition contre la France. Pour son travail dans la bataille de Pirmasens, il reçoit l'ordre Pour le Mérite. Dès la mi-février 1793, Hake a été transféré à l'état-major en tant qu'assistant du colonel Julius von Grawert. Il y devient lieutenant quartier-maître en 1795 et promu capitaine en mai 1797 sur la recommandation de son supérieur, le lieutenant-général Levin von Geusau. Il est également affecté en 1799 comme adjudant-inspecteur auprès de l'inspection générale de l'infanterie berlinoise du maréchal Wichard von Möllendorff et à partir de mars 1804 comme adjudant du prince Henri de Prusse. Le 1er mai 1809, il devient directeur de la 1re division du département général de la guerre au ministère de la guerre.
En février 1810, Hake prend la direction du département militaire et économique à la place de sa tâche précédente, devient conseiller d'État secret et, en outre, à partir de juin, chef par intérim du département général de guerre du général Gerhard von Scharnhorst et chef du corps du génie (de) et des fortifications,. Ainsi, Hake est le premier ministre à être chef des deux départements du département de la guerre. Plus tard, ces zones sont toujours prises en charge par une seule et même personne et désignées uniquement sous le nom de cabinet du ministre de la Guerre. Karl von Hake est donc considéré comme le premier ministre prussien de la Guerre.
Hake exerce deux fois la fonction de ministre de la Guerre (de juin 1810 à août 1813 et de novembre 1819 à octobre 1833). Avec tout de même 17 ans à ce poste, il est celui qui a exercé la fonction de ministre de la guerre le plus longtemps.
Au cours de son premier mandat, Hake a cependant les mains liées. Scharnhorst a démissionné sous la pression des Français, mais il reste le véritable chef du département général de la Guerre. La nomination de Hake n'est donc qu'une manœuvre de diversion. De plus, Hake est en mauvaise posture, car Frédéric-Guillaume III et Scharnhorst, le "tireur de ficelles", ne lui font pas confiance pour assumer de plus hautes responsabilités.
Le 9 mai 1812, Hake est promu major général par brevet du 28 mars 1813, alors qu'il a en fait déposé sa demande de démission. Sa demande est rejetée. En 1813, après que Scharnhorst se soit entièrement consacré à la guerre qui commence, Hake est responsable de la mobilisation et des autres préparatifs.
Après l'entrée de l'Autriche dans l'alliance contre la France, Hake devient plénipotentiaire prussien au Grand Quartier Général du commandant en chef, le prince Charles Philippe de Schwarzenberg. Dans les guerres contre la France, il prend part à plusieurs théâtres, dont la bataille de Leipzig et les sièges de Mézières et de Sedan. Pour le blocus de Landrecies, il reçoit les deux classes de la croix de fer et reçoit le 3 avril 1814 les feuilles de chêne pour le Pour le Mérite. Lors de la bataille de Waterloo, il commande la 13e brigade du corps de Bülow. Après la défaite de Napoléon, est fut nommé juin 1815 chef des troupes fédérales en France. À la fin de l'année, il retourne en Prusse, est chef de la brigade à Dantzig pendant six mois et en mai 1816 brièvement chef de la brigade à Glogau, puis devient le 20 mai 1816 général commandant sur le Rhin.
Lors de son deuxième mandat de ministre de la Guerre, qu'il entame le 26 décembre 1819 après la démission de Boyen, il y a pour lui plusieurs priorités. La consolidation des nouvelles conditions militaires après les guerres napoléoniennes, la création de la cavalerie de la Landwehr, la construction de casernes. Il crée ainsi, dans des conditions difficiles, des organisations appropriées pour la remonte et les intendances. Dans cette deuxième phase en tant que ministre de la guerre, il n'a certes pas à ses côtés une personne comme Scharnhorst, mais il doit en revanche faire face à d'autres adversités. Ainsi, l'État continue d'être fortement limité financièrement et la conscription universelle doit être appliquée face à la résistance de divers milieux. Un autre problème est la Landwehr, qui devient de plus en plus autonome, et Hake doit veiller à ce qu'elle continue d'obéir sans restriction.
En raison d'une maladie croissante, Hake est relevé de ses fonctions le 20 octobre 1833 et mis à disposition avec un salaire annuel de 6000 thalers. Il part pour le royaume des Deux-Siciles, où il décède en 1835 à Castellammare di Stabia, près de Naples.

### Récompenses
En reconnaissance de ses nombreuses années de service, Hake est nommé chef du 10e régiment de grenadiers le 15 septembre 1817. Il est chevalier de l'ordre de l'Aigle noir depuis le 22 janvier 1825 et titulaire de l'ordre de l'Aigle rouge de 1re classe et de l'ordre de Sainte-Anne de 1re classe.

## Héritage
Albrecht Georg Ernst Carl von Hake est aujourd'hui presque inconnu. Ce sont d'autres personnes qui ont "écrit l'histoire" à l'époque de Hake. À côté des personnalités de Scharnhorst, Hardenberg et vom Stein, le premier ministre de la guerre de Prusse fait pâle figure. C'est sans doute pour cette raison que les manuels standard d'histoire allemande et les encyclopédies ne font que rarement référence à Hake.